# 45. Oscar-gála
A 45. Oscar-gálát, a Filmakadémia díjátadóját 1973. március 27-én tartották meg. Ezt az estet Marlon Brando tette emlékezetessé, a lassan leírt színész nagy visszatérése volt A Keresztapa, amelyben csak próbafelvétel után kapta meg a szerepet, és kikötötték hogy az ötvenezres gázsit is csak siker esetén fizetik ki. A film napjainkig az egyik legsikeresebb alkotás. Brandot Golden Globe-ra és Oscar díjra is jelölték, de ő egyikből sem kért. Maga helyett egy indián színésznőt küldött a díjért, tiltakozásul a vietnámi háború és az indiánokkal való bánásmód miatt.
A másik sikerfilm a Kabaré volt, mind a nyolc jelöléséből díj lett.

## Kategóriák és jelöltek
nyertesek félkövérrel jelölve

### Legjobb film
- A Keresztapa (The Godfather) – Ruddy, Paramount– Albert S. Ruddy
  - Csibész (Sounder) – Radnitz/Mattel, 20th Century-Fox – Robert B. Radnitz
  - The Emigrants (Utvandrarna) – Svensk Filmindusttri, Warner Bros. (Swedish)- Bengt Forslund
  - Gyilkos túra (Deliverance) – Warner Bros. – John Boorman
  - Kabaré (Cabaret) – ABC Pictures, Allied Artists – Cy Feuer

### Legjobb színész
- Marlon Brando  –  A Keresztapa
  - Michael Caine       –  A mesterdetektív (Sleuth)
  - Laurence Olivier    –  A mesterdetektív (Sleuth)
  - Peter O’Toole       –  A felső tízezer
  - Paul Winfield       –  Csibész

### Legjobb színésznő
- Liza Minnelli  –  Kabaré (Cabaret)
  - Diana Ross  –  A Lady bluest énekel (Lady Sings the Blues)
  - Maggie Smith  –  Utazások a nénikémmel (Travels with My Aunt)
  - Cicely Tyson  –  Sounder
  - Liv Ullmann  –  Kivándorlók (The Emigrants)

### Legjobb férfi mellékszereplő
- Joel Grey  –  Kabaré (Cabaret)
  - Eddie Albert  –  The Heartbreak Kid
  - James Caan  –  A Keresztapa
  - Robert Duvall  –  A Keresztapa
  - Al Pacino  –  A Keresztapa

### Legjobb női mellékszereplő
- Eileen Heckart – Butterflies Are Free
  - Jeannie Berlin – The Heartbreak Kid
  - Geraldine Page – Pete 'N' Tillie
  - Susan Tyrrell – Fat City
  - Shelley Winters – A Poszeidon katasztrófa (The Poseidon Adventure)

### Legjobb rendező
- Bob Fosse – Kabaré (Cabaret)
  - John Boorman – Gyilkos túra
  - Francis Ford Coppola – A Keresztapa
  - Joseph L. Mankiewicz – A mesterdetektív (Sleuth)
  - Jan Troell – Kivándorlók

### Legjobb eredeti forgatókönyv
- A jelölt – Jeremy Larner
  - A burzsoázia diszkrét bája – Luis Buñuel, Jean-Claude Carrière
  - A Lady bluest énekel (Lady Sings the Blues) – Terrence McCloy, Chris Clark, Suzanne de Passe
  - Murmur of the Heart – Louis Malle
  - Young Winston – Carl Foreman

### Legjobb adaptált forgatókönyv
- A Keresztapa – Mario Puzo, Francis Coppola forgatókönyve Mario Puzo regénye alapján
  - Kabaré (Cabaret) – Jay Preston Allen forgatókönyve Joe Masteroff musicalje, John Van Druten: ’’I Am a Camera’’ című színműve és Christopher Isherwood: ’’Berlin Stories’’ című könyve alapján
  - The Emigrants (Utvandrarna) – Bengt Forslund, Jan Troell forgatókönyve Vilhelm Moberg: ’’The Emigrants’’ és ’’Invandrarna’’ című regényei alapján
  - Pete'n'Tillie – Julius J. Epstein forgatókönyve Peter De Vries: ’’Witch's Milk’’ című elbeszélése alapján
  - Csibész – Lonne Elder III forgatókönyve William H. Armstrong könyve alapján

### Legjobb operatőr
- Geoffrey Unsworth, Kabaré
  - Charles B. Lang, Butterflies Are Free
  - Douglas Slocombe, Utazások nagynénémmel
  - Harold E. Stine, A Poszeidon katasztrófa (The Poseidon Adventure)
  - Harry Stradling, Jr., 1776

### Látványtervezés és díszlet
- Rolf Zehetbauer, Jurgen Kiebach, Herbert Strabel – Kabaré (Cabaret)
  - Carl Anderson, Reg Allen – A Lady bluest énekel
  - William Creber, Raphael Bretton – A Poszeidon katasztrófa (The Poseidon Adventure)
  - John Box, Gil Parrondo, Robert W. Laing – Utazások nagynénémmel
  - Donald M. Ashton, Geoffrey Drake, John Graysmark, William Hutchinson, Peter James – A fiatal Churchill

### Legjobb vágás
- Kabaré (Cabaret) – David Bretherton
  - Deliverance – Tom Priestly
  - A Keresztapa – William Reynolds, Peter Zinner
  - The Hot Rock – Frank P. Keller, Fred W. Berger
  - A Poszeidon katasztrófa (The Poseidon Adventure) – Harold F. Kress

### Legjobb vizuális effektus
- L. B. Abbott, A. D. Flowers – A Poszeidon katasztrófa (The Poseidon Adventure)

### Legjobb idegen nyelvű film
- A burzsoázia diszkrét bája (Le Charme discret de la bourgeoisie) (Franciaország) – Dean Film, Greenwich Film Productions, Jet Films S. A, – Serge Silberman producer – Luis Buñuel rendező
  - Itt csendesek a hajnalok (А зори здесь тихие) (Szovjetunió) – Gorkij Filmstúdió – producer – Sztanyiszlav Rosztockij rendező
  - I Love You Rosa – (אני אוהב אותך רוזה) (Izrael) – Leisure Media, Noah Films – Menahem Golan producer – Moshé Mizrahi rendező
  - My Dearest Senorita – (Mi querida señorita) (Spanyolország) – El Imàn Cine y Televisión S. A., In-Cine Compañía Industrial Cinematográfica S. A. – Luis Megino producer – Jaime de Armiñán rendező
  - The New Land (Nybyggarna) (Svédország) – Svensk Filmindustri (SF) AB – Bengt Forslund producer – Jan Troell rendező

### Legjobb filmzene

#### Eredeti drámai filmzene
- Rivaldafény (Limelight) – Charlie Chaplin, Raymond Rasch (posztumusz) és Larry Russell (posztumusz)[* 1]
  - Végzetes képzelgések (Images) – John Williams
  - Napoleon és Samantha (Napoleon and Samantha) – Buddy Baker
  - A Poszeidon katasztrófa (The Poseidon Adventure) – John Williams
  - A mesterdetektív (Sleuth) – John Addison[* 2]

#### Adaptáció és eredeti dalszerzés
- Kabaré (Cabaret) – adaptáció: Ralph Burns
  - A Lady bluest énekel (Lady Sings the Blues) – adaptáció: Gil Askey
  - La Mancha lovagja (Man of La Mancha) – adaptáció: Laurence Rosenthal

## Statisztika

### Egynél több jelöléssel bíró filmek
- 10 : Kabaré (Cabaret) és A Keresztapa (The Godfather)
- 8 : A Poszeidon katasztrófa (The Poseidon Adventure)
- 5 : A Lady bluest énekel (Lady Sings the Blues)
- 4 : Kivándorlók (The Emigrants), A mesterdetektív (Sleuth), Csibész (Sounder) és Utazások nagynénémmel (Travels with My Aunt)
- 3 : A pillangók szabadok (Butterflies Are Free), Gyilkos túra (Deliverance) és A fiatal Churchill (Young Winston)
- 2 : A jelölt (The Candidate), A burzsoázia diszkrét bája (The Discreet Charm of the Bourgeoisie), The Heartbreak Kid és Micsoda házasság! (Pete 'n' Tillie)

### Egynél több díjjal bíró filmek
- 8 : Kabaré (Cabaret)
- 3 : A Keresztapa (The Godfather)